# Sabiha Bengütaş
Sabiha Ziya Bengütaş (Istanbul, 1904 – Ankara, 2 ottobre 1992) è stata una scultrice turca.
È stata la prima scultrice donna della Turchia.

## Biografia e formazione
Sabiha Ziya nacque a Istanbul nel 1904. Aveva una sorella e un fratello maggiore. Studiò alla scuola Eyubsultan Numune, ora conosciuta come "Eyüp Anatolian High School". Visse quattro anni a Damasco, in Siria (all'epoca parte dell'Impero ottomano), dove suo padre era stato assegnato per lavoro. Continuò lì la sua educazione, frequentando una scuola cattolica francese per un anno. La famiglia tornò a casa e si stabilì a Büyükada, dove lei completò la sua istruzione secondaria presso la scuola Köprülü Fuat Pasha. Nel 1920, iniziò a studiare belle arti presso il Dipartimento di Pittura e nel Dipartimento di Scultura dell'Accademia di Belle Arti di Istanbul (all'epoca Sanayi-i Nefise Mektebi, in seguito Università di Belle Arti Mimar Sinan). Fu la prima studentessa di sesso femminile della classe. Feyhaman Duran fu uno dei suoi insegnanti nell'accademia. Nel 1924 vinse una borsa di studio statale per studiare all'Accademia di Belle Arti di Roma, in Italia, dove fu nel laboratorio di Ermenegildo Luppi (1877-1937).
Successivamente, si sposò con Şakir Emin Bengütaş, un diplomatico, nipote del poeta Abdülhak Hâmid Tarhan. Viaggiò spesso all'estero accompagnando il marito. La coppia si stabilì nel quartiere Maltepe di Çankaya ad Ankara dopo che il coniuge andò in pensione. Adottò una figlia di nome Nurol.
Morì ad Ankara il 2 ottobre 1992.

## Opere
Nel 1925, tre busti di Sabiha Ziya furono esposti in una mostra a Galatasaray, Beyoğlu, a Istanbul. L'anno successivo, altri tre suoi busti furono esposti nello stesso luogo. Alcune delle sue sculture sono busti di personaggi famosi come il poeta Ahmet Haşim (1884?-1933), il drammaturgo e poeta Abdülhak Hâmid Tarhan (1852-1937), la prima attrice cinematografica musulmana Bedia Muvahhit (1897-1994), il generale e statista Ali Fuat Cebesoy (1882–1968), la First Lady Mevhibe İnönü (1897–1992) e il politico Hasan Ali Yücel (1897–1961).
Nel 1938, vinse il primo premio in due concorsi per sculture dedicate a Mustafa Kemal Atatürk (1881–1938), fondatore della Turchia moderna, e İsmet İnönü (1884–1973), generale e statista. La statua di Atatürk fu collocata nel giardino dell'ex palazzo presidenziale di Çankaya e la statua di İnönü a Mudanya per commemorare l' armistizio di Mudanya (1922). Fu anche assistente di Pietro Canonica nella creazione del Monumento della Repubblica eretto in Piazza Taksim, ad Istanbul, nel 1928.